# Mia Martina
Martine Johnson (n. 14 ianuarie 1985), cunoscută după numele de scenă Mia Martina, este o artistă canadiană, aflată sub contract cu casa de discuri CP Records.

## Discografie

### Albume de studio
| An   | Informație                                                                                  | CAN |
| ---- | ------------------------------------------------------------------------------------------- | --- |
| 2011 | Devotion - Album de debut - Lansat: 29 august 2011 - Label: CP Records - Format: CD, iTunes | 77  |

### Single-uri
| An   | Titlu                                        | Poziție | Poziție  | Certificări    | Album    |
| An   | Titlu                                        | CAN     | US Dance | Certificări    | Album    |
| ---- | -------------------------------------------- | ------- | -------- | -------------- | -------- |
| 2010 | "Stereo Love" (cu Edward Maya)               | 10      | —        | - CAN: Platină | Devotion |
| 2011 | "Latin Moon"                                 | 30      | —        | - CAN: Aur     | Devotion |
| 2012 | "Burning"                                    | 25      | —        | - CAN: Aur     | Devotion |
| 2012 | "Go Crazy" (featuring Adrian Sînă)           | —       | —        |                | Devotion |
| 2012 | "Missing You" (ca "Tu me manques" în Quebec) | —       | —        |                | Devotion |
| 2013 | "Heartbreaker"                               | 44      | 25       |                | N/A      |
| 2013 | "La La"                                      | 73      | 45       |                | N/A      |
| 2013 | "Danse (feat. Dev)"                          | 29      | 38       | *CAN: Aur      | N/A      |